# Pacyfik z Cerano
Pacyfik z Cerano (ur. 1426 w Cerano, zm. 4 czerwca 1482 w Sassari) – włoski kaznodzieja i błogosławiony Kościoła katolickiego.

## Życiorys

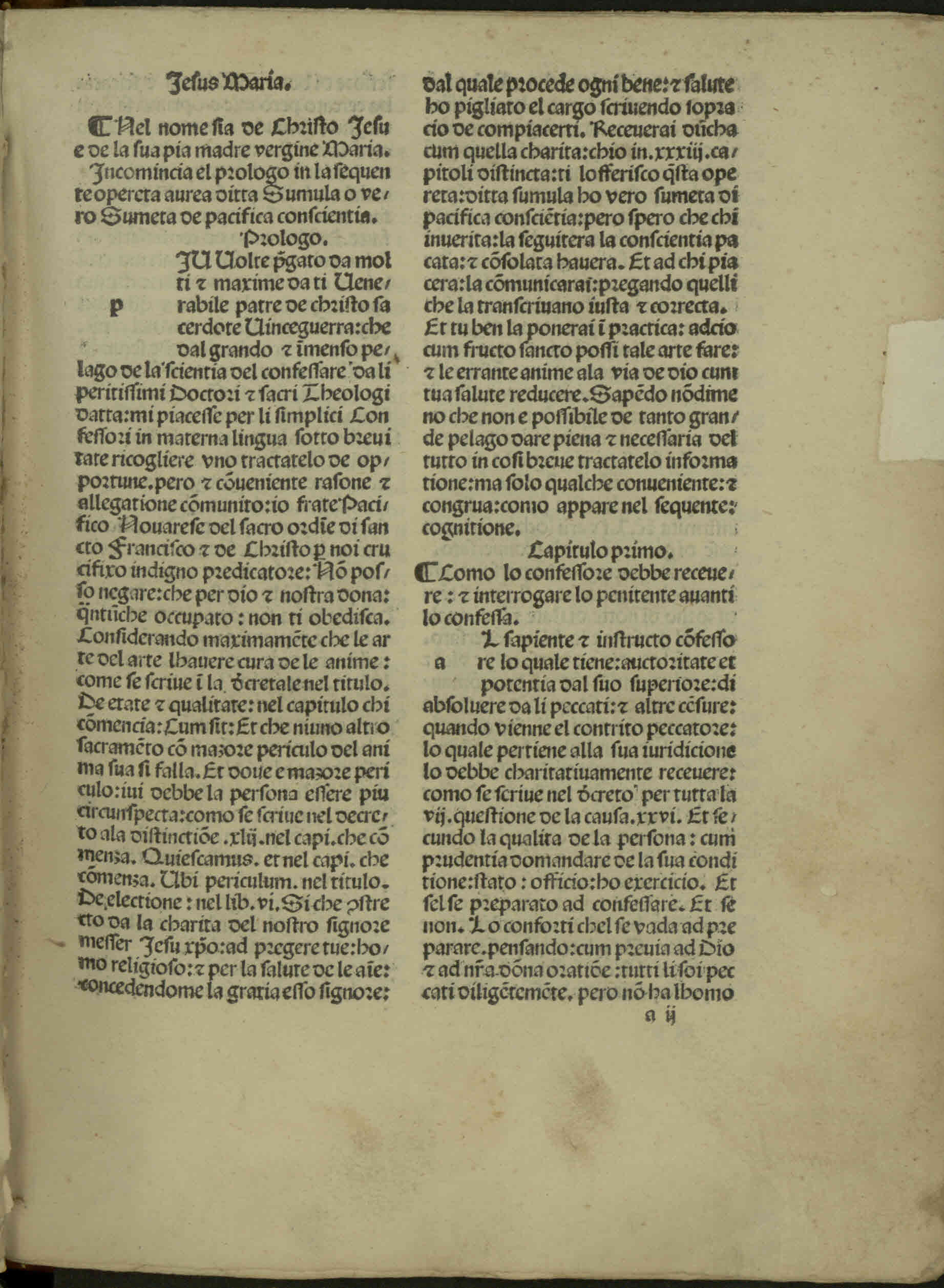
Sommola di pacifica coscienza, 1497

Został sierotą i zajęli się z nim benedyktyni z klasztoru św. Wawrzyńca w Novarze. Wstąpił do Zakonu Braci Mniejszych a w 1444 otrzymał habit zakonny. Był autorem dzieła Summa Pacifica, które docenili teolodzy moraliści. W latach 1471–1480 rozpoczął dwie misje na Sardynii powierzone przez papieża Sykstusa IV. Będąc nuncjuszem apostolskim był organizatorem oporu przeciwko inwazji muzułmanów. Kult jako błogosławionego został zatwierdzony 12 maja 1746 roku przez papieża Benedykta XIV.